# Tokelau (Tuvalu)
Tokelau ist Verwaltungssitz und Hauptort von Nanumanga im pazifischen Inselstaat Tuvalu. Es ist – neben Toga (ehemals Tonga) – einziges Dorf auf dem fünf Inseln umfassenden Atoll. Tokelau liegt im Westen der Hauptinsel und hat 245 Einwohner (Stand 2012).
Tokelau verfügt über ein Krankenhaus, Kirche, Post, Grundschule und Frischwasserquelle. Es liegt unmittelbar südwestlich der Vaiatoa-Lagune. An das Dorf grenzt im Süden das zweite Dorf des Atolls, Toga.